# Tersicoccus phoenicis
Tersicoccus phoenicis – gatunek bakterii, której dwa szczepy odnaleziono w clean roomach Centrum Kosmicznego imienia Johna F. Kennedy’ego na Florydzie w USA (szczep 1P05MA(T)) oraz Gujańskiego Centrum Kosmicznego w Kourou w Gujanie Francuskiej (szczep KO_PS43). Badanie sekwencji genu 16S rRNA wykazała podobieństwo między oboma szczepami 100% oraz 97% z Arthrobacter crystallopoietes ATCC 15481(T), Arthrobacter luteolus ATCC BAA-272(T), Arthrobacter tumbae DSM 16406(T) i Arthrobacter subterraneus DSM 17585(T). Odrębność taksonomiczną stwierdzono także na podstawie specyficznego peptydoglikanu obecnego w ścianie komórkowej oraz profilu lipidów polarnych. Szczególną cechą bakterii jest zdolność do przetrwania w warunkach, które do jej odkrycia zdawały się nie dawać takich szans żadnemu organizmowi. Takie warunki tworzone są w laboratoriach, w których powstają elementy urządzeń wykorzystywanych w programach badań kosmosu.
Epitet gatunkowy związany jest z nazwą sondy kosmicznej budowanej w jednym ze sterylnych pomieszczeń NASA. Nazwa rodzajowa, która także dostała utworzona w wyniku odkrycia nowego gatunku pochodzi od łacińskiego słowa tersi (czyste) i greckiego kokkos (jagoda) będące określeniem formy morfologicznej odkrytej bakterii.